# Bocadillo constructivo
El bocadillo constructivo se trata de una técnica comunicativa de feedback o de retroalimentación informativa que ayuda al receptor a mediante el criterio propio a valorar la información con la intención de aprender o ampliar su punto de vista. Básicamente la idea de este concepto es expresar la crítica hacía algo mediante primeramente la exposición de lo que queremos decir de forma empática y positiva, después la crítica en sí y últimamente un refuerzo positivo para disminuir su carga negativa.

## Sistema
Básicamente, esta técnica se basa en a idea de querer transmitir una crítica con base en la empatía, aunque también varía dependiendo al campo al que nos refiramos.

### Ámbito educativo o personal
En este ámbito nos basamos en el objetivo de ser sinceros y querer expresar aquello en lo que se falla para poder cambiarlo y mejorar. Esta crítica constructiva debe tener en cuenta a la persona a la que va dirigida y adaptarse a ella, además de otros aspectos como por ejemplo; el contexto, lo que queremos decir, el conocimiento propio sobre el tema, el lenguaje corporal o tono y la solución a exponer.
En estos casos, la técnica se basa en una ecuación muy simple a la cual se refiere su nombre.
- Primero la expresión de aquello que se critica de forma positiva y empática, para llegar al receptor sin herirlo, pero sobre todo con sinceridad.
- Después de haber establecido contacto con el receptor de forma tranquila, la introducción de la crítica en sí con el argumento, pero de forma empática y constructiva.
- Y finalmente, la propuesta de soluciones con refuerzo positivo gracias a las expresiones de agradecimiento hacía el receptor por prestar atención a la crítica. Además, en todo momento como se ha mencionado anteriormente, debemos cuidar el lenguaje corporal y no verbal, ya que la intención es que el interlocutor no se sienta agredido ni ofendido en ningún momento, más bien receptivo.

Esta técnica es muy utilizada por profesionales del sector educativo, sobre todo hacia alumnos de primaria o casos de estudiantes agresivos.

### Ámbito profesional
Esta técnica en el ámbito profesional, aparte de tener una aplicación a la interior para las relaciones entre empleados o compañeros, para ayudarse manteniendo la cordialidad a mejorar entre unos y otros.

## Bocadillo de la verdad
También es muy utilizada en el campo de la comunicación y la información, por ejemplo en el periodismo. Pero de una forma diferente, ya que su objetivo no se trata en si de no ofender al receptor sino de poder suplir al público de toda la información y en el caso de que alguna de ella sea falsa, argumentar este hecho para hacerle reflexionar o ampliar su punto de vista sobre el tema. También es conocida como "bocadillo de la verdad". Tiene el objetivo de transmitir transparencia en la información que se ofrece. Sigue una formula similar a la educativa, ya que primero se advierte al receptor de la posibilidad de que aquella información que se expone sea falsa. Posteriormente se emite la información en si, y al final se contrasta o se dan argumentos para refutarla.

## Sistema
- Primero, se expone el tema del cual se va a hablar explicando de forma objetiva los hechos o información avisando al receptor que la información siguiente puede ser incorrecta en ciertos aspectos.
- En ese momento se exponen los hechos o aquello de lo que se está hablando desde el punto de vista subjetivo.
- Finalmente se comenta aquello que se ha enseñado y se desmiente toda la información falsa o sin pruebas.[6]

Todo esto se hace con el objetivo de mostrar o transmitir al receptor información que desde algunos puntos de vista puede ser totalmente cierta, pero objetivamente errá en según que cosas y por lo tanto se deben argumentar tales fallos para poder suplir la información al completo de la forma más verdadera posible.